# Chūgoku Shimbun
Die Chūgoku Shimbun (jap. 中国新聞, dt. „Zeitung der Region Chūgoku“) ist eine lokale japanische Tageszeitung mit Sitz in Hiroshima. Sie bedient die Region Chūgoku mit Marktanteil in den Präfekturen Hiroshima, Yamaguchi, Shimane und Okayama. Die Morgenausgabe erreicht eine Auflagenhöhe von etwa 510.000 Exemplaren täglich.

## Geschichte
Die Zeitung wurde als Chūgoku (中國) am 5. Mai 1892 von ihrem Verleger Yamamoto Saburō gegründet und 1908 zur Chūgoku Shimbun umbenannt. Beim Atombombenabwurf auf Hiroshima am 6. August 1945 verlor die Zeitung 113 Mitarbeiter sowie das Verlagsgebäude und ihr gesamtes Equipment. Bereits am 9. August konnte das Blatt mit Hilfe anderer Zeitungsverlage wieder erscheinen.